# Terre-de-Bancalié
Terre-de-Bancalié község Franciaország Okcitánia régiójában, Tarn megyében. Új községként 2019. január 1-jén jött létre hat korábbi község: Roumégoux, Ronel, Saint-Antonin-de-Lacalm, Saint-Lieux-Lafenasse, Terre-Clapier és Le Travet egyesítésével. Az egyesüléskor az új község lélekszáma 1711 fő lett. Lakosainak száma 1728 fő (2022. január 1.).

## Népesség
| Lakosok száma | 1710 | 1714 | 1717 | 1730 | 1732 | 1728 |
|               | 2017 | 2018 | 2019 | 2020 | 2021 | 2022 |